# Мария Бранденбургская
Мария Элеонора Бранденбургская (нем. Marie Eleonore von Brandenburg; 1 апреля 1607, Кёльн-на-Шпрее, маркграфство Бранденбург — 18 февраля 1675, Бад-Кройцнах) — принцесса Бранденбургская из династии Гогенцоллернов, супруга пфальцграфа Людвига Филиппа Зиммернского, пфальцграфиня Зиммернская в 1649—1655 годах.

## Биография
Мария Элеонора родилась в семье курфюрста Бранденбургского Иоахима Фридриха и его второй жены Элеоноры Прусской. Мать умерла через неделю после её рождения. Отец ушел из жизни в следующем году. Оставшись сиротой ещё в младенчестве, девочка воспитывалась при дворе своего дяди Кристиана Бранденбург-Байрейтского.
В 24 года была помолвлена с пфальцграфом Людвигом Филиппом Зиммернским. Свадьба состоялась 4 декабря 1631 года. Весной 1632 года пара переехала в Пфальц. Там Людвиг правил в качестве фактически независимого правителя. В 1635 году территория была вновь занята имперскими войсками. Несколько лет Мария Элеонора с мужем провели в изгнании в городах Мец и Седан. Похоронена в церкви Св. Стефана в Зиммерне.
У супругов родилось семеро детей:
- Карл Фридрих — умер в младенчестве;
- Густав Людвиг — умер в младенчестве;
- Карл Филипп — умер в младенчестве;
- Людвиг Казимир (1636—1652) — умер в 16 лет;
- Елизавета Мария Шарлотта (1638—1664), замужем за Георгом III Бжегским, детей не имела;
- Людвиг Генрих Мориц (1640—1674), пфальцграф Зиммернский, был женат на Марии Нассауской, детей не имел;
- Луиза София Элеонора (1642—1643), умерла в младенчестве.